# Circonscription de Vesoul
La Circonscription de Vesoul était l'une des quatre circonscriptions législatives que comptait le département de la Haute-Saône de 1928 à 1940, sous la Troisième République.

## Description géographique et démographique
La circonscription de Vesoul était située dans la région autour de Vesoul, dans l'Est de la France. Elle regroupait les divisions administratives suivantes :
- Canton d'Amance
- Canton de Combeaufontaine
- Canton de Jussey
- Canton de Montbozon
- Canton de Noroy-le-Bourg
- Canton de Port-sur-Saône
- Canton de Rioz
- Canton de Scey-sur-Saône-et-Saint-Albin
- Canton de Vesoul
- Canton de Vitrey-sur-Mance

## Historique des députations
| Législature     | Début de mandat | Fin de mandat | Député élu    | Parti politique         | Observations |
| --------------- | --------------- | ------------- | ------------- | ----------------------- | ------------ |
| 14e législature | 1928            | 1932          | Gaston About  | Fédération républicaine |              |
| 15e législature | 1932            | 1936          | André Liautey | Radical-socialiste      |              |
| 16e législature | 1936            | 1942          | André Liautey | Radical-socialiste      |              |